# Lijst van burgemeesters van Lemsterland
Dit is een lijst van burgemeesters van de voormalige Nederlandse gemeente Lemsterland in de provincie Friesland.
Op 1 januari 2014 ging de gemeente Lemsterland op in de gemeente De Friese Meren.
| Ambtsperiode | Naam burgemeester                                    | Partij of stroming | Bijzonderheden                                          |
| ------------ | ---------------------------------------------------- | ------------------ | ------------------------------------------------------- |
| 1851 - 1882  | jhr.mr. Coert Lambertus (C.L.) van Beyma thoe Kingma |                    |                                                         |
| 1882 - 1885  | K.S. (Klaas) van Andringa (1821-1885)                |                    |                                                         |
| 1886 - 1909  | H. Luiking                                           |                    | in het harnas gestorven                                 |
| 1910 - 1919  | mr. Georg August Max Kallenbach                      |                    | was burgemeester van Hemelumer Oldephaert en Noordwolde |
| 1919 - 1931  | H. (Hendrik) Pollema (1851-1932)                     | ARP                |                                                         |
| 1931 - 1934  | Jan Harmens Slump                                    |                    | Verongelukt op 10 december 1934                         |
| 1935 - 1957  | M. Krijger                                           | CHU/PvdA           | Verongelukt op 4 december 1957                          |
| 1958 - 1966  | Leo Brouwer                                          | CHU                |                                                         |
| 1966 - 1984  | F. Faber                                             | CHU/CDA            | vanaf 1979 tevens waarnemend burgemeester van Sloten    |
| 1984 - 1992  | G.F. Eijgelaar                                       | CDA                |                                                         |
| 1992 - 2008  | Jo Bosma                                             | D66/geen           |                                                         |
| 2008 - 2013  | Dick Stellingwerf                                    | ChristenUnie       |                                                         |